# Pflaumdorf
Pflaumdorf ist ein Ortsteil der Gemeinde Eresing im oberbayerischen Landkreis Landsberg am Lech.

## Geografie
Das Kirchdorf Pflaumdorf liegt circa zwei Kilometer östlich von Eresing auf einem Moränenzug.

## Geschichte
Pflaumdorf wird erstmals 1140 als Phroundorf erwähnt.
Im späten 13. Jahrhundert wird in Pflaumdorf ein Ortsadel erwähnt, der jedoch bereits im 14. Jahrhundert wieder verschwindet. Seit dem frühen 15. Jahrhundert ist der Ort gerichtlich der Hofmark Greifenberg unterstellt.
Im Jahr 1752 werden 13 Anwesen erwähnt. Neun Höfe sind der Hofmark Greifenberg, je zwei dem Pfarrwiddum Eresing und dem Kloster Benediktbeuern grundbar.
Bereits 1811 wird Pflaumdorf mit Beuern und Algertshausen zur Gemeinde Beuern im Landgericht Landsberg vereint. So gehörte Pflaumdorf bis zur Gebietsreform zur ehemals selbstständigen Gemeinde Beuern und wurde am 1. Mai 1978 nach Eresing eingemeindet.

## Sehenswürdigkeiten
Siehe: Liste der Baudenkmäler in Pflaumdorf

## Bodendenkmäler
Siehe: Liste der Bodendenkmäler in Eresing